# 에스 제스차 엠 헬리치텐 태그
에스 제스차 엠 헬리치텐 태그(ES GESCHAH AM HELLICHTEN TAG)는 스페인에서 제작된 라디슬라오 바다 감독의 1958년 범죄, 스릴러 영화이다.

## 제작
이 영화는 1958년 2월 22일부터 1958년 4월까지 촬영되었다.

## 출연
- 하인츠 뤼만
- 지크프리트 슈타이너
- 미셸 시몽
- 게르트 프뢰베